# 11896 Camelbeeck
11896 Camelbeeck este un asteroid din centura principală de asteroizi.

## Descriere
11896 Camelbeeck este un asteroid din centura principală de asteroizi. A fost descoperit pe 8 aprilie 1991 la Observatorul La Silla de Eric Walter Elst. Asteroidul prezintă o orbită caracterizată de o semiaxă mare de 2,41 ua, o excentricitate de 0,16 și o înclinație de 2,0° în raport cu ecliptica.